# Xu Yuhua
Xu Yuhua (Chinees: 許昱華 / 许昱华) (Jinhua, 29 oktober 1976) is een Chinese schaakster. Xu is haar achternaam; haar voornaam is Yuhua. In 2007 werd haar door de FIDE de Grootmeestertitel (GM) toegekend; ze werd wereldkampioen bij de vrouwen van 2006 tot 2008.
In 1996 werd zij Aziatisch kampioen bij de meisjes en in 1998 bij de vrouwen. Ze heeft een aantal keren meegedaan aan het wereldkampioenschap schaken voor vrouwen. In 2000 haalde ze de achtste finale, in 2001 de halve finale, in 2004 de kwartfinale, en uiteindelijk, in 2006, won ze in Jekaterinenburg het wereldkampioenschap. Op 25 maart 2006 werd dit "knock-outtoernooi" gehouden in Jekaterinenburg, Rusland, met 64 deelnemers, waaronder verdedigend kampioen Antoaneta Stefanova en voormalig kampioen Zhu Chen. Yuhua won het toernooi door in de finale met 2½–½ (in een "best-of-four match") te winnen van IM Alisa Galliamova.
Door dit toernooi te winnen werd ze China's 22e grootmeester (GM), de 3e vrouwelijke Chinese grootmeester.

## Overige toernooien
- Van 3 t/m 14 juli 2005 werd in Krasnotoerinsk (Rusland) het dames supertoernooi North Urals Cup 2005 gespeeld dat met zes punten uit negen ronden gewonnen werd door de Indiase grootmeester bij de dames Humpy Koneru. Na de tie-break werd Xu Yuhua tweede met 5½ punt, terwijl de Russin Aleksandra Kostenjoek (ook grootmeester} met 5½ punt derde werd.